# Броненосцы типа «Центурион»
Броненосцы типа «Центурион» — серия броненосцев 2-го ранга Королевских ВМС Великобритании. В 1890—1894 гг. по этому проекту было построено два броненосца, предназначенных для службы в дальневосточных колониях. Представляли собой уменьшенный и удешевленный вариант броненосцев 1-го ранга серии «Ройял Соверен». Развитием типа стал броненосец «Ринаун». Оказали влияние на проектирование русских броненосцев типа «Пересвет».

## История появления
Акт о морской обороне 1889 года предполагал строительство, помимо восьми линкоров 1-го ранга типа «Ройял Соверен», также двух линкоров 2-го ранга для усиления британского военно-морского присутствия в водах Китая и бассейне Тихого океана. Их тоннаж не должен был превышать 10 тыс. тонн (по сравнению с 14 тыс. т. у линкоров 1-го ранга), а осадка — 7,9 м, что позволяло входить в устья больших китайских рек. Программа строительства броненосцев 2-го ранга была принята вопреки возражениям главного конструктора британского флота сэра Уильяма Уайта, считавших их заведомо слабыми. Непосредственной разработкой проекта занимались Э. Битон и Дж. Нарбет.
Определяющим фактором в принятии решения о строительстве кораблей данного типа была их сравнительная дешевизна — «Центурионы» стоили на 30 % дешевле, чем «Соверены». Главное значение при конструировании отводилось сохранение мореходных качеств кораблей, которые не уступали в этом линкорам 1-го ранга; снижение тоннажа достигалось, прежде всего, за счет уменьшения калибра артиллерийского вооружения и толщины бронирования.
Предполагалось, что в случае войны новые британские линкоры 2-го ранга со скоростью в 18 узлов и главным артиллерийским калибром в 10-дюймов смогут эффективно бороться с действовавшими тогда на Дальнем Востоке русскими броненосными крейсерами («Дмитрий Донской», «Владимир Мономах», «Адмирал Нахимов», «Память Азова») с их скоростью в 15-16 узлов и главным калибром в 8 дюймов. Боевых столкновений «Центурионов» с полноценными линейными кораблями не предполагалось.

## Представители
«Центурион»  (Centurion). Заложен в Портсмуте 30 марта 1890 г. Спущен на воду 3 августа 1892 г.. Введен в строй в феврале 1894 г.
 «Барфлер»  (Barfleur). Заложен в Чатеме 12 октября 1890 г. Спущен на воду 10 августа 1892 г. Введен в строй в июне 1894 г.
Стоимость броненосцев составила, соответственно 540 и 534 тысячи фунтов стерлингов

## Конструкция

### Корпус
Броненосцы типа «Центурион» напоминали по силуэту тип «Ройял Соверен» — первые британские броненосцы с высокобортным корпусом, но были несколько меньшего размера, сохраняя, тем не менее, все маневренные качества и мореходность, что и большие линкоры. Над гладкой, слегка седловатой, палубой возвышались две мачты с боевыми марсами и две стоящие бок о бок дымовые трубы (более сдвинутые, чем у «Соверенов») с необычно большими наружными вентиляторными стволами с дефлекторами. Внешне «Центурион» и «Барфлер» различались тем, что у первого было четыре наклонных вентиляторных ствола, а у второго два прямых более крупного диаметра. Имелись невысокие носовая и кормовая надстройки с рубками и мостиками. Подводная часть корпуса была обшита деревом, а затем медными листами для предотвращения обрастания в тропических водах.

### Двигательная установка
Два винта броненосца вращали две новейшие на тот момент вертикальные паровых машины тройного расширения «Гринок фаундри», питаемых восемью цилиндрическими огнетрубными котлами. Суммарная мощность достигала при принудительной тяге 13 тыс. л. с. (при естественной — 9 тыс. л. с.). Это позволяло «Центуриону» разгоняться до 18,5 узлов — несколько больше, чем у «Соверена». Запас угля составлял 750 т (максимальный — 1120 т), однако из-за более экономной машины дальность на 10-узловом ходе составляла 6000 миль по сравнению с 4,7 тыс. миль «Соверена», имевшего существенно больший угольный запас.

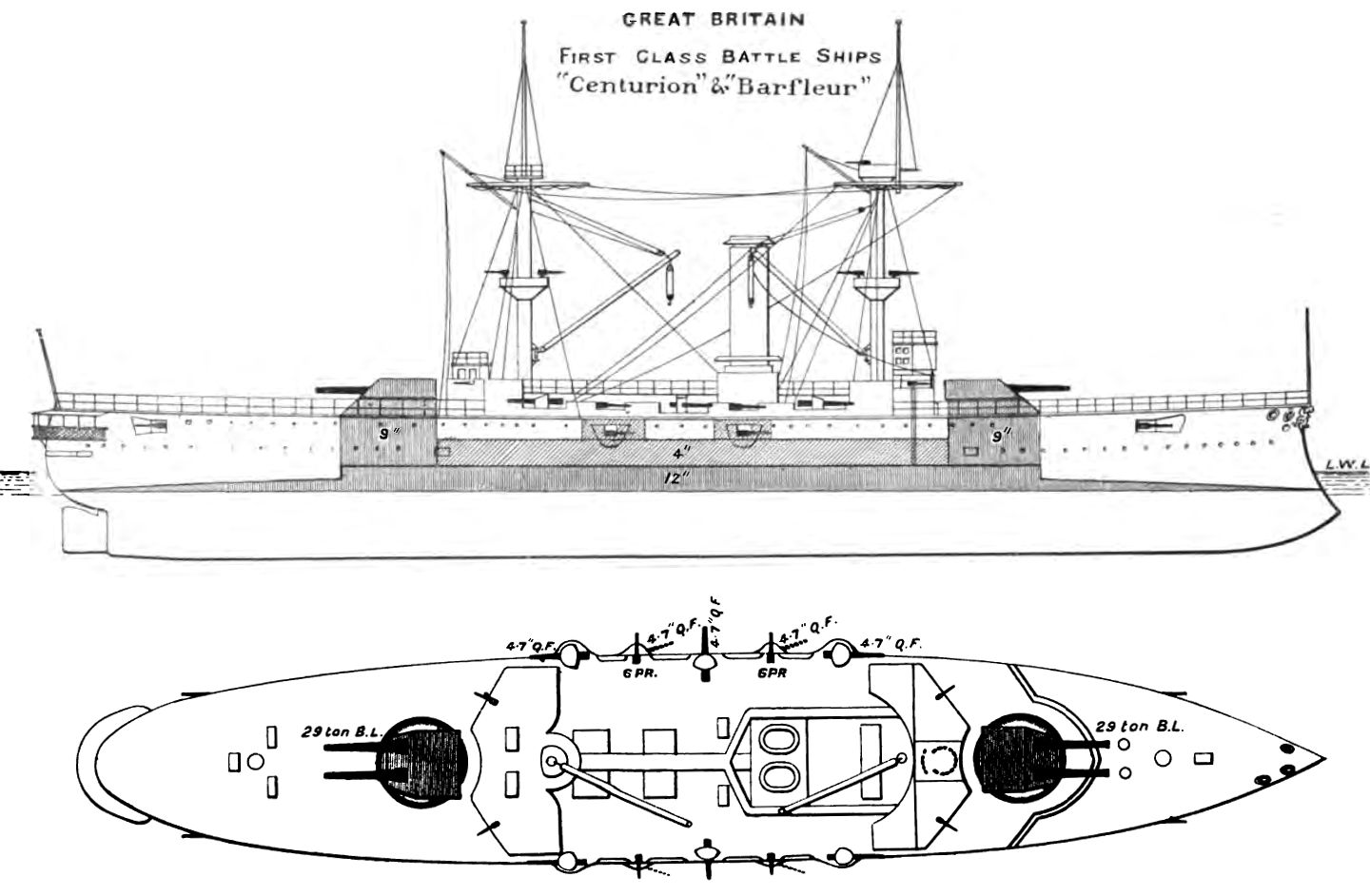
Схема броненосца типа «Центурион»

### Вооружение
Основным вооружением «Центуриона» были четыре 10-дюймовых (254-мм) орудия, попарно размещенные в носовой и кормовой башнях. При меньшем в сравнении с 13,5-дюймовыми орудиями «Соверена» калибре орудия «Центуриона» имели свои преимущества — они были более дальнобойными (первая британская артиллерийская система со стрельбой по высокой траектории), размещались выше над ватерлинией (могли вести огонь при большем волнении), впервые могли заряжаться при любом угле поворота орудия. Существовала возможность ручного заряжания орудий главного калибра (уникально для британских линейных кораблей).
Горизонтальное наведение 10-дюймовых орудий осуществлялось поворотом башни при помощи парового привода (на «Барфлере» был дополнительно установлен экспериментальный электрический привод вертикального наведения) либо вручную. Паровой привод вращения орудийных башен главного калибра «Центуриона» оказался менее удачным, чем гидравлический привод других линейных кораблей и нуждался в ручной доводке, что замедляло темп стрельбы.
Вспомогательное вооружение «Центуриона» составляли десять орудий калибра 120-мм (в сравнении с 152-мм орудиями вспомогательной артиллерии «Соверенов»). Четыре орудия размещались в броневых казематах по два на борт на батарейной (средней) палубе. Шесть орудий стояли по три на борт на спонсонах на верхней палубе, защищенные щитами. Также на броненосце имелось для защиты от миноносцев восемь 6-фунтовых (57-мм) и двенадцать 3-фунтовых (47-мм) скорострельных орудий. Броненосец имел сильное торпедное вооружение из семи торпедных аппаратов: два подводных носовых, по два надводных на каждый борт и надводный кормовой.

### Бронирование
Защита представляла собой отход от ранее применявшегося принципа «всё или ничего».
Броня по весу составляла менее 25 % водоизмещения «Центуриона», считавшегося поэтому относительно слабобронированным: «Броня барбетов имеет толщину 9 дюймов, вместо 18 дюймов „Ройял Соверена“; поясная же броня 12-дюймовая — вместо 18-дюймовой. Броневой пояс простирается всего на длину 200 футов, то есть он на 50 футов короче, чем на „Ройял Соверене“»
Вертикальное бронирование «Центуриона» защищало только центральную часть корабля. Главный броневой пояс тянулся вдоль ватерлинии на 60 м при ширине в 2,3 м. Его толщина составляла от 203 мм (у нижней кромки) до 305 мм брони-компаунд в середине. Выше главного броневого пояса до средней палубы шёл верхний пояс толщиной в 102 мм. При меньшей толщине эта броня, обработанная более передовым (гарвеевским методом), обладала большей прочностью. Спереди и сзади броневые пояса ограничивали траверсы толщиной в 203 мм (нижний) и 76 мм (верхний), образующие центральную цитадель. Носовая и кормовая оконечности, составлявшие вместе почти половину длины корабля, не имели вертикального бронирования. От навесного огня корабли защищала плоская броневая палуба толщиной от 51 мм (в пределах центральной цитадели) до 64 мм (в оконечностях) никелевой брони. Э. Уайт предлагал иную схему бронирования — выпуклая броневая палуба большей толщины и менее толстый, но более широкий броневой пояс, прикрывавший большую площадь борта, что лучше бы защищало броненосец от огня скорострельной артиллерии средних калибров. Однако это предложение не было принято.
Орудия главного калибра укрывались в цилиндрических (более выгодные, чем грушевидные на «Соверенах») барбетах толщиной в 230 мм брони (за траверзами — 127 мм). Барбетные установки «Центурионов» впервые из всех английских броненосцев прикрывались сверху башнями с толщиной брони в 152 мм. «Орудия защищены 6-дюймовыми сталеникелевыми щитами, вращающимися вместе с орудиями. Щит этот, однако, оставлен открытым сзади, что отчасти нецелесообразно, так как, если им придется сражаться с неприятелем на каждом траверзе, тяжелые орудия будут скоро принуждены замолчать, поскольку в орудийную прислугу будет попадать каждый снаряд» Четыре 120-мм орудия на батарейной палубе были помещены в казематы с толщиной брони в 102-мм гарвеевской брони. Главную боевую рубку защищала броня в 305 мм, кормовую — в 76 мм толщиной.

## Служба

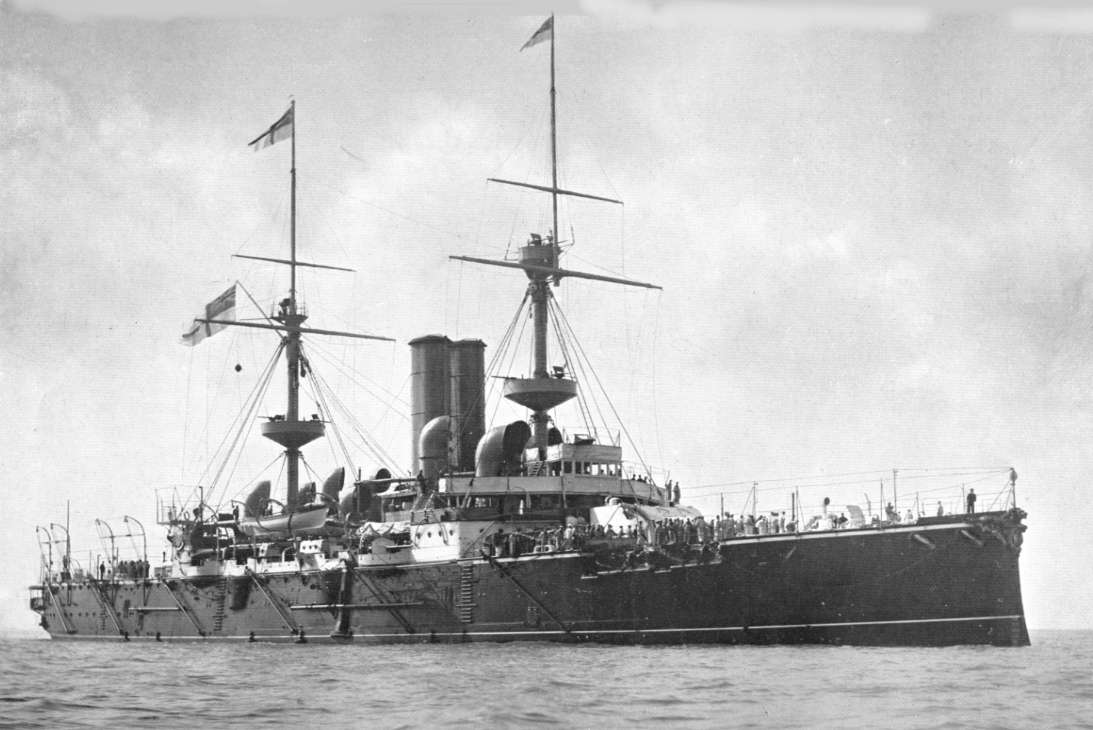
«Барфлер» в 1897 г.

«Центурион» начал службу с 1894 г. как флагманский корабль британской Китайской станции. В 1898 г. в Китай перешёл и «Барфлер», до того входивший в состав Средиземноморской эскадры. В 1900 г. оба броненосца участвовали в подавлении восстания ихэтуаней в Китае. Из состава экипажей были сформированы десанты, которые приняли активное участие в боевых действиях. В это время на броненосцах служили ставшие впоследствии знаменитыми адмиралами Д. Джеллико (флаг-офицер командующего эскадрой) и Д.Битти (старший помощник на «Барфлере»).
На рубеже XIX—XX вв. Англия столкнулась с увеличением военно-морского присутствия других держав на Тихом океане. На Дальнем Востоке теперь постоянно присутствовал отряд русских броненосцев новых типов, современные броненосцы поступали в состав флота Японии, а в 1900—1901 гг. в китайских водах находилась и эскадра германских броненосцев. Броненосцы 2-го ранга «Центуритон» и «Барфлер» серьёзно уступали им по силе вооружения, поэтому в китайских колониях их должны были заменить более мощные броненосцы типа «Канопус».
В 1901 г. «Центурион» и «Барфлер» были отправлены в метрополию на реконструкцию. Реконструкция проводилась по проекту, предложенному бывшим капитаном «Центуриона» Д. Джеллико, и предполагало усиление вспомогательного артиллерийского вооружения — замену 120-мм орудий на 152-мм. Десять 6-дюймовых орудий размещались в бронированных казематах (толщина брони, закаленной по крупповскому методу — 127-мм): восемь в двойных (двухъярусных) на оконечностях центральной цитадели, два орудия — в одиночных мидельных казематах. Для компенсации увеличения веса вспомогательной артиллерии с броненосцев были сняты торпедные аппараты, верхние надстройки, кормовой мостик и фок-мачта.
В 1903 г. «Центурион» возвращен в состав Китайской эскадры, где служил два года вместе с «Канопусами», протаранив в 1904 г. один из них — «Глори» (в том же году «Барфлер» столкнулся с «Канопусом» в водах метрополии). В 1905 г. «Центурион» был возвращен в Великобритании, где вместе с «Барфлером» продолжил службу в вооруженном резерве Флота метрополии. В 1909 г. выведены из состава флота и в 1910 г. разобраны на металл.